# Cobra Woman
Cobra Woman é um filme estadunidense de 1944, do gênero drama romântico, dirigido por Robert Siodmak para a Universal Pictures. Gravado em Technicolor e com roteiro de Gene Lewis e Richard Brooks, o filme é estrelado por Maria Montez em papel duplo, ao lado de seu parceiro habitual Jon Hall.
O diretor Siodmak voltaria a usar técnicas de filmagens especiais para um mesmo ator em papel de seu irmão gêmeo idêntico no filme noir de 1946 The Dark Mirror (br: "Espelhos d'alma"), estrelado por Olivia de Havilland.
O cineasta experimental "avant-garde" Kenneth Anger afirmou ser esse seu filme favorito. O crítico Leonard Maltin deu três estrelas num total de quatro, classificando-o como clássico "camp".

## Elenco
- Maria Montez...Tollea/Naja
- Jon Hall...Ramu
- Sabu...Kado
- Mary Nash...Rainha

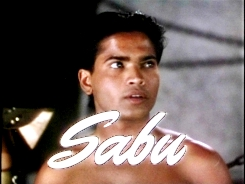
Sabu

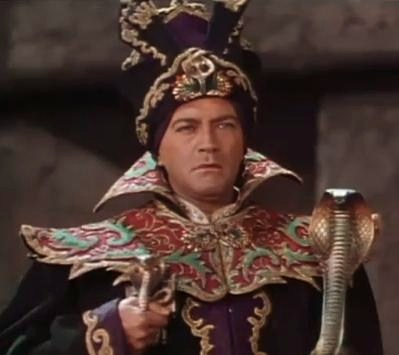
Edgar Barrier

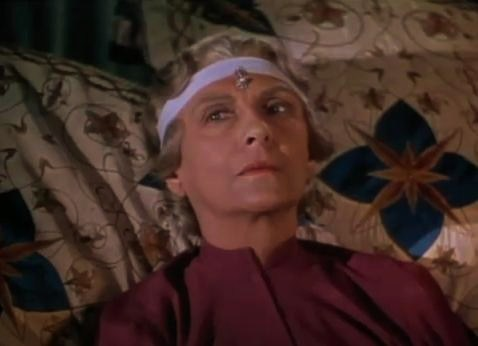
Mary Nash

- Lon Chaney, Jr....Hava, o mudo (creditado como "Lon Chaney")
- Edgar Barrier...Martok
- Lois Collier...Veeda
- Samuel S. Hinds...Padre Paul
- Moroni Olsen...MacDonald

## Sinopse
Nos Mares do Sul, a nativa Tollea e o pescador Ramu vão se casar mas no dia da cerimônia a moça é raptada pelo gigante mudo Hava. MacDonald conta a Ramu que ela provavelmente foi levada de volta ao seu povo, na Ilha Cobra. Ramu vai atrás dela, seguido pelo jovem nativo Kado e seu mascote chimpanzé. Ao chegar ao local, ele conhece os nativos com uma estranha religião de adoração de uma enorme cobra naja e que vivem temerosos do vulcão na ilha entrar em erupção. Tollea foi trazida a mando da idosa rainha para assumir o posto de Alta Sacerdotisa, no lugar da cruel Naja, irmã gêmea dela.

## Produção
Universal anunciou o filme em junho de 1942 - com o mesmo trio de protagonistas de Arabian Nights mesmo antes das filmagens desse terem sido iniciadas. Era para ser a produção seguinte mas White Savage acabou realizado primeiro. As filmagens ocorreram em maio de 1943.